# Rousson (Gard)
Rousson è un comune francese di 3 708 abitanti situato nel dipartimento del Gard, nella regione dell'Occitania.

## Società

### Evoluzione demografica
Abitanti censiti